# Poznanovec
Poznanovec är en ort i Kroatien.   Den ligger i länet Krapina-Zagorjes län, i den norra delen av landet, 28 km norr om huvudstaden Zagreb. Poznanovec ligger 198 meter över havet och antalet invånare är 985.
Terrängen runt Poznanovec är platt åt nordväst, men åt sydost är den kuperad. Runt Poznanovec är det ganska tätbefolkat, med 86 invånare per kvadratkilometer. Närmaste större samhälle är Sveti Ivan Zelina, 19,9 km sydost om Poznanovec. Omgivningarna runt Poznanovec är en mosaik av jordbruksmark och naturlig växtlighet.